# Gunther Kühne
Gunther Kühne (* 25. August 1939 in Gelsenkirchen) ist ein deutscher Rechtswissenschaftler.

## Leben
An das Studium der Rechtswissenschaft an der Universität zu Köln von 1959 bis 1963 schlossen sich die Referendarausbildung und eine freie Mitarbeit in den Rechtsabteilungen des Unternehmensverbandes Ruhrbergbau und der Gelsenkirchener Bergwerks-AG (Gelsenberg AG) in Essen an. Von 1967 bis 1970 war Gunther Kühne als wissenschaftlicher Assistent an der Ruhr-Universität Bochum tätig. 1970 folgte dort die Promotion zum Dr. jur. bei Otto Sandrock und 1971 erwarb er den Grad eines Master of Laws (LL. M.) an der Columbia University, New York City.
Von 1971 bis 1974 war Kühne im Bundeswirtschaftsministerium und bis 1978 im Bundesjustizministerium tätig, u. a. als persönlicher Referent des Parlamentarischen Staatssekretärs Hans de With. Im Anschluss an diese Tätigkeit wurde er Inhaber des Lehrstuhls für Berg- und Energierecht der Technischen Universität Clausthal und Direktor des dortigen Instituts für deutsches und internationales Berg- und Energierecht. Seit 1986 ist er Honorarprofessor an der Universität Göttingen. Zudem war Kühne von 1993 bis 2003 mehrfach als Gastprofessor an der Universität Tel Aviv und 2004 und 2007 an der Universität Nanjing tätig. 2007 wurde er emeritiert, ist aber noch weiter an der TU Clausthal tätig und veröffentlicht.
Neben seinen wirtschaftsrechtlichen, insbesondere berg- und energierechtlichen Arbeiten hat Kühne zahlreiche Publikationen auf dem Gebiet des Internationalen Privatrechts, auch im Zusammenhang mit dessen Reform im Jahre 1986, vorgelegt. Außerdem ist er publizistisch durch eine größere Anzahl von Veröffentlichungen zu jüdischen Themen, speziell zu Bedeutung und Fortwirkung der vom Nationalsozialismus zwischen 1933 und 1945 verfolgten jüdischen Juristen, hervorgetreten.
Er ist ordentliches Mitglied der Braunschweigischen Wissenschaftlichen Gesellschaft (seit 1994) sowie Mitherausgeber der Zeitschrift für Bergrecht.

## Werke (Auswahl)
- Die Parteiautonomie im internationalen Erbrecht, Gieseking, Bielefeld 1973. ISBN 3-7694-0075-5
- IPR-Gesetz-Entwurf – Entwurf eines Gesetzes zur Reform des internationalen Privat- und Verfahrensrechts mit Begründung, C.F.Müller, Karlsruhe 1980. ISBN 3-8114-1980-3
- Rechtsfragen der Aufsuchung und Gewinnung von in Steinkohleflözen beisitzendem Methangas, Nomos, Baden-Baden 1994. ISBN 3-7890-3574-2
- Bestandsschutz alten Bergwerkseigentums unter besonderer Berücksichtigung des Art. 14 Grundgesetz, Nomos, Baden-Baden 1998. ISBN 3-7890-5708-8
- Braunkohlenplanung und bergrechtliche Zulassungsverfahren, Carl Heymanns, Köln u. a. 1999. ISBN 978-3-452-24538-0
- Wandlungen jüdischer Identität im 20. Jahrhundert – Diaspora und Israel, E. Goodmann-Thau, F. Oz-Salzberger (Hrsg.), Das jüdische Erbe Europas, 2005, S. 203–215
- Entwurzelte Juristen – Entwicklung und Stand der Forschung zur Juristenemigration 1933 - 1945, Juristenzeitung 2006, S. 233–241
- Die Rezeption des US-amerikanischen Kartellrechts im deutschen und europäischen Kartellrecht, W. Ebke, S. Elsing, B. Großfeld, G. Kühne (Hrsg.), Das deutsche Wirtschaftsrecht unter dem Einfluss des US-amerikanischen Rechts, 2011, S. 49–67 u. S. 253–266
- mit Hans-Ulrich von Mäßenhausen, Gerhard Boldt, Herbert Weller: Bundesberggesetz. Kommentar. 2. Auflage. De Gruyter, Berlin 2016. ISBN 	978-3-89949-255-2

## Ehrungen
- Jürgen F. Baur, Otto Sandrock u. a. (Hrsg.), Festschrift für Gunther Kühne zum 70. Geburtstag, Recht und Wirtschaft, Frankfurt a. M., 2009, ISBN 978-3-8005-1505-9
- Jochen Mohr, Hartmut Weyer (Hrsg.), Entwicklungen im Energieregulierungs- und  Wirtschaftsrecht – Beiträge zum 80. Geburtstag von Prof. Dr. Gunther Kühne, LL.M., Peter Lang, Berlin u. a., 2020; ISBN 978-3-631-82375-0 (Print)